# Girolamo della Porta

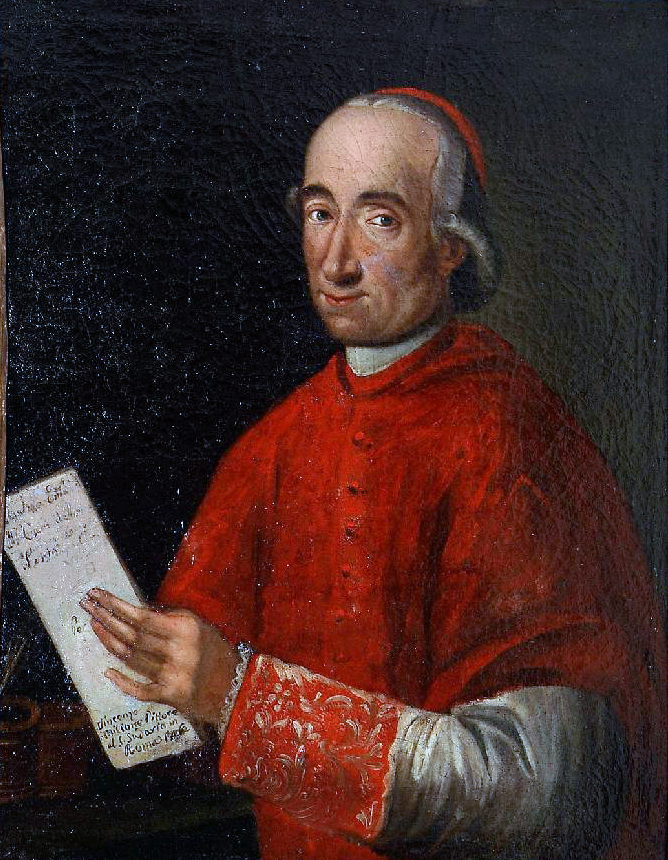
Girolamo Kardinal della Porta (Ölgemälde von Vincenzo Milione, 1802)

Girolamo della Porta (* 14. November 1746 in Gubbio; † 5. September 1812 in Florenz) war ein italienischer Kardinal.

## Leben

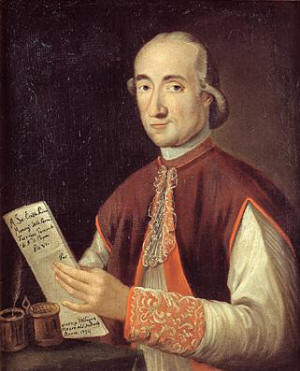
Girolamo della Porta als Kurienprälat (vor 1800)

Girolamo della Porta war nach seiner Priesterweihe unter anderem zwischen 1778 und 1787 Sekretär der Kongregation der Guten Regierung (Congregatio boni regiminis) sowie von 1794 bis 1800 Generalschatzmeister der Apostolischen Kammer.
Am 23. Februar 1801 erfolgte durch Papst Pius VII. die Kreierung von Girolamo della Porta zum Kardinal. Zugleich übernahm er am 23. Februar 1801 die Vakanz als Kardinalpriester von Santa Maria in Via und übte diese Funktion bis zum 20. September 1802 aus. Im Anschluss wurde er am 20. September Nachfolger von Giuseppe Maria Doria Pamphilj als Kardinalpriester von San Pietro in Vincoli und bekleidete dieses Amt bis zu seinem Tode am 5. September 1812. Er war als Nachfolger von Ignazio Busca zwischen 1803 und 1809 Präfekt der Kongregation der Guten Regierung sowie zugleich von 1808 bis 1809 Kämmerer des Heiligen Kardinalskollegiums.